# Klosterbach (Donau)
Der Klosterbach ist ein linker Zufluss der Donau in Baden-Württemberg und Bayern.

## Geographie

### Verlauf
Der Klosterbach entspringt als Bogenbach unterhalb einer Keltenschanze auf der Gemarkung von Dischingen, in Baden-Württemberg. Er fließt zunächst in östliche Richtung, knickt nach Süden ab und umfließt das ehemalige Jagdschloss Duttenstein. Vorbei an Demmingen erreicht der Bogenbach den Freistaat Bayern. Bei Bergheim nimmt er den Klosterweihergraben aus dem Roten Brunnen auf und wechselt in östliche Richtung. Nun trägt er den Namen Klosterbach. Dieser passiert die Orte Mörslingen, Deisenhofen und durchfließt die Kernstadt Höchstädt an der Donau. Dort unterquert er die B 16, nimmt den Pulverbach auf und durchfließt den Staudenweiher. Der Klosterbach nähert sich dort der Donau bis auf 70 m, schlägt jedoch einen Bogen nach Norden Richtung Blindheim. Er umfließt das Naturschutzgebiet Apfelwörth und nimmt seinen letzten Zufluss, den Nebelbach auf. Parallel zur Donau verläuft der Klosterbach dann etwa 3,5 Kilometer und fließt ihr erst unterhalb der Staustufe Schwenningen zu.

### Zuflüsse
- Klosterrinne (links)
- Klosterweihergraben (rechts)
- Beutenbach (links)
- Brunnenbach (links)
- Wasserfallgraben (links)
- Pulverbach (rechts)
- Bitziggraben (links)
- Nebelbach (links)

## In anderen Sprachen
Trotz seiner geringen hydrologischen Größe hat der Nebelbach, einer der Zuflüsse des Klosterbaches, im englischen Sprachraum unter dem Namen Nebel eine gewisse Bekanntheit erlangt, da er eine taktische Rolle bei der Schlacht von Blindheim spielte und in Darstellungen der Schlacht oft erwähnt wird.